# Francisco Cases Andreu
Francisco Cases Andreu (Orihuela, 23 ottobre 1944) è un vescovo cattolico spagnolo, dal 6 luglio 2020 vescovo emerito delle Isole Canarie.

## Biografia
Francisco Cases Andreu è nato a Orihuela il 23 ottobre 1944.

### Formazione e ministero sacerdotale
Ha frequentato il liceo presso il Collegio "San Domenico" e poi ha compiuto gli studi ecclesiastici presso il seminario diocesano "San Michele" di Orihuela.
Il 14 aprile 1968 è stato ordinato presbitero per la diocesi di Orihuela-Alicante. Ha prestato servizio come segretario del vescovo Pablo Barrachina Estevan dal novembre del 1967 all'estate del 1975, quando è stato inviato a Roma per studi. Nel 1982 ha conseguito la licenza in teologia presso la Pontificia Università Gregoriana. Tornato in patria è stato vicario parrocchiale della parrocchia della Vergine del Rosario dal 1982 al 1987, segretario degli studi dei seminari maggiore e minore dal 1984 al 1987, professore di ecclesiologia nello Studio teologico dal 1982 al 1994, delegato diocesano per la pastorale giovanile dal 1985 al 1990, parroco della parrocchia dell'Immacolata Concezione ad Alicante dal 1987 al 1990, vicario episcopale di zona e rettore del seminario maggiore dal 1990 al 1994.

### Ministero episcopale
Il 22 febbraio 1994 papa Giovanni Paolo II lo ha nominato vescovo ausiliare di Orihuela-Alicante e titolare di Timici. Ha ricevuto l'ordinazione episcopale il 10 aprile successivo nella cappella della scuola "San Domenico" a Orihuela dall'arcivescovo Mario Tagliaferri, nunzio apostolico in Spagna, co-consacranti il vescovo di Orihuela-Alicante Francisco Álvarez Martínez e l'arcivescovo metropolita di Valencia Agustín García-Gasco y Vicente.
Dal 25 settembre 1995 al 23 marzo 1996 è stato amministratore diocesano.
Il 26 giugno 1996 lo stesso papa Giovanni Paolo II lo ha nominato vescovo di Albacete. Ha preso possesso della diocesi il 31 agosto successivo.
Nel gennaio del 2005 ha compiuto la visita ad limina.
Il 26 novembre 2005 papa Benedetto XVI lo ha nominato vescovo delle Isole Canarie. Ha preso possesso della diocesi il 27 gennaio successivo con una cerimonia nella cattedrale di Sant'Anna a Las Palmas de Gran Canaria.
Nel marzo del 2014 ha compiuto una seconda visita ad limina.
Il 6 luglio 2020 papa Francesco ha accolto la sua rinuncia per raggiunti limiti d'età.
In seno alla Conferenza episcopale spagnola è membro della commissione per il clero e i seminari dal marzo del 2020. In precedenza è stato membro delle commissioni per i seminari e le università dal 1993 al 2002 e dal 2017 al 2020; per la dottrina della fede dal 1996 al 2002; per il clero dal 2002 al 2005 e per l'apostolato secolare dal 2005 al 2017.
Nel 2008 è stato nominato partner onorario del Welfare and Development Social Work.

## Genealogia episcopale
La genealogia episcopale è:
- Cardinale Scipione Rebiba
- Cardinale Giulio Antonio Santori
- Cardinale Girolamo Bernerio, O.P.
- Arcivescovo Galeazzo Sanvitale
- Cardinale Ludovico Ludovisi
- Cardinale Luigi Caetani
- Cardinale Ulderico Carpegna
- Cardinale Paluzzo Paluzzi Altieri degli Albertoni
- Papa Benedetto XIII
- Papa Benedetto XIV
- Papa Clemente XIII
- Cardinale Giovanni Francesco Albani
- Cardinale Carlo Rezzonico
- Cardinale Antonio Dugnani
- Arcivescovo Jean-Charles de Coucy
- Cardinale Gustave-Maximilien-Juste de Croÿ-Solre
- Vescovo Charles-Auguste-Marie-Joseph Forbin-Janson
- Cardinale François-Auguste-Ferdinand Donnet
- Vescovo Charles-Emile Freppel
- Cardinale Louis-Henri-Joseph Luçon
- Cardinale Charles-Henri-Joseph Binet
- Cardinale Maurice Feltin
- Cardinale Jean-Marie Villot
- Arcivescovo Mario Tagliaferri
- Vescovo Francisco Cases Andreu